# Калињински рејон (Тверска област)
Калињински рејон (рус. Калининский район) административно-територијална је јединица другог нивоа и општински рејон у југоисточном делу Тверске области, на северозападу европског дела Руске Федерације.
Иако је административни центар рејона град Твер, град не улази у састав рејона и засебан је градски округ. Према проценама националне статистичке службе Русије за 2014. на територији рејона су живела 50.452 становника или у просеку око 11,89 ст/км².

## Географија
Са површином од 4.244,7 км² Калињински рејон је територијално највећи међу 36 рејона Тверске области. Налази се у јужном и југоисточном делу области и граничи се на северу са Лихослављанским и Рамешким рејоном, док је на истоку Кимерски рејон. На западу су Старички и Торжочки, а на југоистоку Конаковски рејон. На југу се граничи са Лотошинским рејоном Московске области.
Рељефом рејона доминира река Волга која пресеца његову територију смером запад-исток у дужини од чак 95 километара. Низводно од града Твера река Волга прелази у проширење вештачког Ивањковског језера које је локално познато и под именом Московско море. Важнији водотоци су још и реке Тверца (лева притока Волге), Тима, Тимака, Соз и Орша. Река Шоша са својом највећом притоком Ламом формира гранични појас ка Конаковском рејону.
У геоморфолошком погледу рејонска територија је подељена на два дела. Подручје северно од Волге је знатно ниже, а на североистоку се налазе пространа мочварна подручја позната као Оршински мох са бројним мањим језерима укупне површине преко 80 км² (Петровска језера). Подручје јужно од Волге је знатно више и припада источним деловима до 200 километара дуге и 40 километара широке моренске Тверске греде. Југоисточни делови рејона залазе у границе националног парка Завидово.

## Историја
Тверски рејон успостављен је 12. јула 1929. године као део тадашњег Тверског округа Московске области. Садашње име добија 20. децембра 1931. у част бољшевичког револуционара и совјетског политичара Михаила Калињина који је рођен у том подручју. У границама Калињинске, односно Тверске области је од њеног оснивања 1935. године.

## Демографија и административна подела
Према подацима пописа становништва из 2010. на територији рејона су живела укупно 52.047 становника, док је према процени из 2014. ту живело 50.452 становника, или у просеку 11,89 ст/км². По броју становника на другом је месту у области, одмах после Конаковског рејона где живи око 86.000 људи.
| 1959. | 1970.  | 1979.  | 1989.  | 2002.  | 2010.  | 2014.   |
| ----- | ------ | ------ | ------ | ------ | ------ | ------- |
| ---   | 65.772 | 56.579 | 58.330 | 54.857 | 52.047 | 52.047* |

Напомена: * Према процени националне статистичке службе
На подручју рејона постоји укупно 568 насељених места подељених на укупно 18 општина (15 сеоских и 3 урбане општине). Статус градских насеља имају варошице Васиљевски Мох, Орша и Суховерково. Иако се рејонска администрација налази у граду Тверу, сам град није део рејона већ је у административном рангу изједначен са рејоном (град обласне субординације).

## Саобраћај
Калињински рејон је једно од најважнијих саобраћајних чворишта Тверске области. Преко његове територије пролазе железничка магистрална линија Москва—Санкт Петербург, национални аутопут М10 «Россия», те магистрални друмски правци 28К-0576 Твер—Ржев, Р84 Твер—Бежецк—Весјегонск—Устјужина, Р90 Твер—Лотошино—Шаховскаја—Уваровка и други.